# Yoani Sánchez
Yoani Maria Sánchez Cordero (Havana, 4 september 1975) is een Cubaans blogger die internationale bekendheid verwierf en verschillende internationale prijzen won.

## Leven
Sánchez zat op de universiteit toen de financiële steun wegviel van de zojuist ingestorte Sovjet-Unie. In 2002 vertrok ze gedesillusioneerd in de Cubaanse maatschappij naar Zwitserland en leerde daar informatica. In 2004 keerde ze om persoonlijke reden terug naar Cuba en zette er een magazine en een webportaal op en startte haar weblog. Vanaf 2008 ondertekent ze haar aanvankelijk anonieme bijdragen en kreeg daarna geen uitreisvisa om de door haar gewonnen prijzen in het buitenland in ontvangst te nemen. Haar weblog Generación Y wordt vertaald in meer dan tien talen, waaronder het Nederlands.

## Prijzen en vermeldingen (selectie)
- 2008 - Ortega y Gasset Award
- 2008 - "100 Meest invloedrijke mensen ter wereld” - Time
- 2008 - "100 Belangrijkste Hispanoamerikanen" - El País
- 2008 - "10 Meest invloedrijke mensen van 2008" - Gatopardo Magazine
- 2008 - “10 Meest invloedrijke Latijs-Amerikaanse intellectuelen van het jaar - Foreign Policy magazine
- 2009 - "25 Beste Blogs van 2009" - Time
- 2009 - "Young Global Leader Honoree" - World Economic Forum
- 2009 - Maria Moors Cabot prize - Universiteit van Columbia
- 2010 - Word Press Freedom Hero - International Press Institute
- 2010 - Prijs voor de vrijheid, CEPOS (Centrum van onafhankelijk onderzoek), Denemarken
- 2010 - Prins Claus Prijs - Prins Claus Fonds
- 2010 - De meest waardevolle vrouw van de wereld, 20 Minutos (tijdschrift), Spanje
- 2011 - International Women of Courage Award, ministerie van buitenlandse zaken, Verenigde Staten